# Демиденко Парасковія Іванівна
Парасковія Іванівна Демиденко (нар. 1908? — ?) — українська радянська діячка, секретар Ворошиловградського міського комітету КП(б)У із кадрів, 1-й секретар Климівського районного комітету КП(б)У міста Ворошиловграда. Член ЦК КП(б)У в січні 1949 — вересні 1952 року.

## Біографія
Член ВКП(б) з 1929 року.
Перебувала на відповідальній партійній роботі.
До 1948 року — секретар Ворошиловградського міського комітету КП(б)У із кадрів.
На 1948—1952 роки — 1-й секретар Климівського районного комітету КП(б)У міста Ворошиловграда.
На 1955—1960 роки — заступник голови виконавчого комітету Луганської міської ради депутатів трудящих.
Потім — на пенсії.

## Нагороди
- орден «Знак Пошани» (23.01.1948)
- медаль «За трудову доблесть» (7.03.1960)
- медалі